# 惡人谷 (電影)
《惡人谷》（英語：House of Wolves）是一部2016年上映的喜劇電影。

## 劇情
「狗狗之家」慈善組織負責人查理（吳鎮宇 飾）四肢健全，卻裝作肌肉萎縮病患者騙取同情心，及進行各種卑鄙勾當。而區內的世襲村長馮仁炳（鄭中基 飾），恃著家中財雄勢大，經常肆意用金錢買別人尊嚴，更騙取區中子弟的丁權福利。馮仁炳被炳媽催促成婚，卻一心找個可以狼狽為奸的女人做妻子。有一天，來了一個五官標緻的女子余真（江疏影 飾），原來她懷著城中富二代史公子（曾國祥 飾）的孩子，余真計劃躲起來把孩子生下來後，再向史公子索取更高昂的「獎金」。為了在待產期間得到最好照顧，余真誤導查理及馮仁炳，以為自己有一半機會是孩子生父。此時，史公子亦查出余真的下落，更設局令查理及馮仁炳落入陷阱…

## 演員表
| 演員   | 角色        |
| 吳鎮宇 | 吳查理      |
| 鄭中基 | 馮仁炳      |
| 江疏影 | 余真        |
| 余安安 | 炳媽        |
| 曾國祥 | 史松        |
| 蔡瀚億 | 志偉        |
| 官恩娜 | 蜑家英      |
| 谷德昭 | 古醫生      |
| 林子聰 | 芥菜        |
| 夏春秋 | 管家        |
| 馮勉恆 | 趙律師      |
| 譚炳文 | 駱叔        |
| 張達明 | 警長黃金周  |
| 李璨琛 | 警長吳樹喜  |
| 何超儀 | Gigi        |
| 黃文慧 | 闊太        |
| 余慕蓮 | 闊太        |
| 魯芬   | 闊太        |
| 林二汶 | 夜總會經理  |
| 趙碩芝 | 夜總會model |
| 盧惠光 | 的士司機    |
| 田啟文 | 小巴司機    |
| 徐志雄 | 大隻雞      |
| 何慶湘 | 瑜珈學員    |
| 郭偉國 | 傻仔Ken     |
| 鄭文輝 | 街渡被罵男  |
| 劉敬雯 | 漁艇村姑    |
| 阮兆祥 | 演員查理    |
| 周秀娜 | 演員余真    |